# Barenthal
Barenthal è una valle situata nelle immediate vicinanze della città di Asiago, sull'Altopiano dei Sette Comuni, acrocoro posto a nord della provincia di Vicenza, tra i confini del Veneto e del Trentino. Essa collega località Prunno di Asiago con monte Corno di Lusiana Conco.

## Toponimo
Il toponimo nell'antica lingua cimbra significa valle degli orsi.

## Localizzazione
È raggiungibile dalla Strada della Fratellanza che porta da Asiago a Bassano, svoltando in direzione sud-ovest nei pressi dell'entrata del campo di golf di Asiago.

## Prima guerra mondiale
Nella zona si combatterono alcune battaglie durante il primo conflitto mondiale, nella vallata si trova anche uno dei cinque cimiteri militari inglesi (il Barenthal British Cemetery) presenti sull'Altopiano e che raccoglie appunto le spoglie dei soldati inglesi caduti in questa località. Poco lontano, in località Granezza, sorge il Granezza British Cemetery dove riposano i fratelli Edward e Vera Brittain.

## Seconda guerra mondiale
Nell'estate del 1944 nella zona (a Granezza) fu paracadutato il maggiore britannico Bill Tilman.
Il 6 settembre 1944, in località Bosco Nero di Granezza, vennero uccise 37 persone: 23 partigiani della Divisione Alpina Monte Ortigara comandata da Giacomo Chilesotti (tra cui Rinaldo Arnaldi) e 14 soldati della Speer (uccisi per diserzione). Il fatto passerà alla storia come l'Eccidio di Granezza a seguito di una rappresaglia nazifascista.